# Higher Topos Theory
Higher Topos Theory ist ein Buch des US-amerikanischen Mathematikers Jacob Lurie über die bekannte Theorie der ∞-Kategorien und die Einführung seiner neuen Theorie der ∞-Topoi.

## Geschichte
Jacob Lurie veröffentlichte ein Paper über ∞-Topoi auf ArXiv im Jahr 2003. Peter May schreib daraufhin seinem Doktorvater Mike Hopkins, dass einige gute Ideen darin enthalten seien, doch diese überhastet vorgestellt und noch Ausarbeit benötigten würden. Jacob Lurie veröffentlichte anschließend eine Vorabversion einer ausgearbeiteten Fassung auf arXiv im Jahr 2006 und das vollendete Buch im Jahr 2009. Sei dem Jahr 2018 überträgt Jacob Lurie den Inhalt auf die eigens dafür erstellte Webseite Kerodon, benannt nach der gleichnamigen Nagetiergattung. Auf Grundlage von Higher Topos Theory schrieb Jacob Lurie anschließend Higher Algebra, ein Buch in welchem die Theorie der ∞-Kategorien und ∞-Topoi mit der Algebra kombiniert wird, und veröffentlichte dieses im Jahr 2017.

## Inhalt
Higher Topos Theory besteht aus insgesamt sieben Kapiteln. In den vorderen fünf Kapiteln wird die bekannte Theorie der ∞-Kategorien mit der Modellierung durch simpliziale Mengen vorgestellt, wobei die anderen Ansätze der Modellierung durch simplizial angereicherte Kategorien und topologische Kategorien ebenfalls im Ansatz erklärt werden. Nur erwähnt wird die Modellierung durch Segal-Räume und Segal-Kategorien. Größtenteils ist die Entwicklung analog zur klassischen Kategorientheorie, obwohl Jacob Lurie einen besonderen Fokus auf die später noch essentielle Verallgemeinerung der Grothendieck-Konstruktion für ∞-Kategorien legt. In den hinteren beiden Kapiteln wird die neue von Jacob Lurie entwickelte Theorie der ∞-Topoi vorgestellt, dem Analogon der Topoi aus der klassischen Kategorientheorie.